# Barbara de Deux-Ponts-Neubourg
La comtesse palatine Barbara de Deux-Ponts-Neubourg (27 juillet 1559 au Neubourg – 5 mars 1618 à Oettingen) est une comtesse palatine de Deux-Ponts par la naissance et par mariage comtesse d'Oettingen-Oettingen.

## Biographie
Barbara est une fille de duc et comte palatin du Rhin Wolfgang de Bavière (1526-1569) de son mariage avec Anne de Hesse (1529-1591), la fille de Philippe Ier de Hesse.
Le 7 novembre 1591, elle épouse le comte Gottfried d'Oettingen-Oettingen (1554-1622) à Oettingen. Elle est sa deuxième épouse. Elle apporte une dot de 14 000guilders. En 1594, Barbara donne naissance à une fille nommée Jakobina, mais elle est décédée plus tard cette année.
La comtesse Barbara d'Oettingen étudie l'Alchimie de manière intensive et est considérée comme l'une des plus importantes femmes qui ait travaillé dans ce domaine. Elle emploie plusieurs alchimistes et communique abondamment sur ce sujet avec son neveu, Auguste de Palatinat-Soulzbach. Barbara effectue également de nombreuses expériences pour l'empereur Rodolphe II, dans sa résidence à Prague, jusqu'à ce qu'elle ait été expulsée de la cour.
Barbara est morte en 1618, et enterrée à côté de son mari dans l'église du Château de Saint-Michel à Harbourg. Leur tombe est décorée avec une figure plus grande que nature de la comtesse à côté de son mari et de sa première épouse.